# Melomys lutillus
Melomys lutillus є видом гризунів родини Muridae. Це ендемік острова Нова Гвінея (Індонезія, Папуа Нова Гвінея), де він присутній від рівня моря до висоти приблизно 2200 метрів. Він населяє луки, сади та інші порушені території.

## Морфологічна характеристика
Дрібний гризун із довжиною голови й тулуба від 90 до 115 мм, довжиною хвоста від 110 до 120 мм, довжиною лап від 23 до 25,6 мм і довжиною вуха від 14,9 до 16 мм. Хутро пухнасте, м'яке, злегка блискуче. Верхні частини червонувато-сірі, а черевні частини коричнево-білі з основою волосків сірого кольору. Є велика біла пляма в паховій області. Ноги жовтувато-білі. Хвіст коротший за голову й тулуб, зверху коричневий, знизу білуватий і вкритий 13–19 кільцями лусочок на сантиметр.

## Поведінка
Це деревний вид.